# Jean Ladrière
Pour les articles homonymes, voir Ladrière.
Jean Ladrière (né le 7 septembre 1921 et mort le 26 novembre 2007) est un philosophe belge, professeur à l'Université catholique de Louvain, dont il présida l'Institut supérieur de philosophie.
Mathématicien, Docteur et Maître-Agrégé en Philosophie, Jean Ladrière fut à la fois un philosophe, un penseur catholique et un intellectuel engagé. Il se fit d'abord connaître par des travaux importants de philosophie des mathématiques, puis d'épistémologie des sciences et de philosophie du langage: il fut ainsi un des premiers à introduire sur la scène philosophique continentale la tradition analytique et l'analyse du langage anglo-saxonne. Ses travaux en philosophie sociale et en éthique reflètent, de leur côté, ses engagements dans les mouvements sociaux. L'étonnante étendue de ses compétences se manifeste dans la série des articles qui lui furent confiés par la prestigieuse Encyclopaedia Universalis: "concept", "connaissance", "cybernétique", "engagement", "formalisme", "groupe de pression", "langage de la foi", "monde", "relation", "représentation et connaissance", "science et discours rationnel", " "système". Mais le projet d'ensemble animant son œuvre (650 articles scientifiques, partiellement rassemblés en une douzaine de volumes) fut d'élaborer, selon ses propres termes, « un rapport, qui ne soit pas une simple confrontation, mais un rapport justifié, à la fois réfléchi et vécu, entre la foi (chrétienne) et la raison », une raison envisagée dans sa profondeur et la diversité de ses "institutions" - en particulier la rationalité scientifique, l'éthique et la raison philosophique.
Il enseigna régulièrement en France, au Portugal et en Pologne, mais aussi au Congo, au Chili et au Brésil, ainsi qu'au Japon et aux États-Unis; il attira des dizaines de jeunes chercheurs venus du monde entier et les forma à Louvain, puis à Louvain-la-Neuve. Il dirigea plus d'une centaine de thèses de doctorats. Docteur honoris causa de dix universités étrangères, lauréat du prix Ernest-John Solvay (prix quinquennal du FNRS), il joua un rôle décisif dans de nombreuses associations scientifiques : directeur de la classe des Lettres de l'Académie royale de Belgique, vice-président de l'association mondiale des sociétés de philosophie de langue française, président du Centre national de recherches logiques, président de l'union mondiale des sociétés catholiques de philosophie.
Ses archives sont aujourd'hui disponibles au Fonds Ladrière de l'Institut supérieur de philosophie de l'UCLouvain

## Biographie
Né en 1921 à Nivelles (à 40 km de Bruxelles) où son père était architecte et sa mère (d'origine arménienne) médecin, Jean Ladrière y prendra sa retraite et y finira sa vie en 2007. Il réalisa ses études secondaires au Collège Sainte-Gertrude de Nivelles. Il entama dès avant-guerre des études de philosophie à Louvain, qu'il accompagna d'études de mathématiques, et d'un engagement intense dans le mouvement étudiant catholique. À la libération (1944), il s'engagea comme volontaire de guerre et participa, dans les services du train, aux durs combats de Hollande début 1945 ; démobilisé, il s'engagea alors dans les mouvements de réconciliation européenne.
Rappelé à Louvain par les responsables de l'université, il rédigea sa thèse de doctorat en philosophie (1949), un mémoire de second cycle en mathématiques sur les fonctions récursives (1951) et enfin une monumentale thèse d'agrégation en philosophie de la logique et des mathématiques (1957). Celle-ci porte, non seulement sur le célèbre premier théorème d'incomplétude de Gödel, mais aussi sur des théorèmes apparentés, comme celui de Church, de Löwenheim-Skolem et de Gentzen, pour lesquels il forgea l'expression qui donne le titre de sa thèse : « Les limitations internes des formalismes ». Cet ouvrage, qui reste une référence au point d'avoir été réédité après 40 ans, a été rédigé sous la direction de Robert Feys, avec lequel il a traduit et commenté le texte désormais classique de Gentzen, qui révolutionna la théorie de la démonstration en introduisant les systèmes de  déduction naturelle et du calcul des séquents.
Comme l'explique un de ses commentateurs, J.-Fr. Malherbe, le sens de la thèse de Ladrière est de mesurer les capacités d'une forme déterminée de langage (un système logique, en particulier) à prouver son caractère non contradictoire. Ce que Ladrière montre, c'est qu'aucun langage ou système ne peut se justifier par ses seules ressources propres, mais seulement en faisant appel à un langage d'un autre niveau ou d'un autre type. C'est donc le thème des limites de la rationalité, proche de l'inspiration centrale de Kant ou de Wittgenstein, qui est au centre de ce travail ; mais ce sens des limites est réfléchi par Ladrière comme une exigence interne d'ouverture d'un champ de sens à d'autres dimensions du sens.
Ladrière ne cessera d'approfondir cette réflexion sur les formes du langage et de la pensée, comme en témoigne par exemple son grand article La forme et le sens publié en 1989 dans le premier tome de l'Encyclopédie philosophique universelle (PUF)
À partir des années 1950, Ladrière a enseigné non seulement la philosophie des mathématiques et la philosophie des sciences, mais aussi la philosophie sociale : il succéda à cette chaire à Jacques Leclercq, une des grandes figures du catholicisme progressiste, dont il rédigea l'Introduction à la sociologie, en y ajoutant des apports substantiels. Cet enseignement se nourrissait de l'engagement de Ladrière dans les mouvements sociaux, en Belgique et ailleurs. Il fut un des fondateurs des groupes pluralistes progressistes qui se réclamaient du mouvement et de la revue Esprit, d'Emmanuel Mounier ; il fut aussi l'un des fondateurs du CRISP, Centre de recherche et d'information socio-politique, lui aussi pluraliste, qui demeure le centre d'analyse le plus important de la société belge : il y publia entre autres des analyses sur la morphologie des groupes financiers et des groupes de pression en Belgique. À partir des années 1960, il développa ses recherches en philosophie du langage, notamment en direction des travaux anglo-saxons, qu'il fut un des tout premiers à faire connaître dans le monde d'une philosophie francophone alors limitée aux penseurs « continentaux ». Excellent connaisseur de Wittgenstein, il introduisit ainsi l'analyse du langage développée par Evans et Austin, qui met en lumière la dimension « pragmatique » ou « illocutoire » du langage et de la signification. Le sens du langage ne se réduit en effet au sens des énoncés, mais comporte un sens « pratique » immanent aux actes d'énonciation, comme la promesse, par exemple, qui institue le locuteur en obligé à l'égard de son interlocuteur.
Son domaine d'enseignement privilégié fut cependant la philosophie des sciences, qu'il étendait depuis l'analyse des méthodes et des langages scientifiques jusqu'à la réflexion sur l'impact social des sciences - ce qui lui valut de la part de l'Unesco l'invitation à rédiger en 1970 un grand rapport intitué Les enjeux de la rationalité. L'impact des sciences et de la technologie sur la culture (éd. Aubier-Unesco) - et jusqu'à la métaphysique de la nature, à laquelle il a consacré nombre de ses derniers travaux. Il animait ainsi un séminaire de troisième cycle qui joua un rôle de pépinière de travaux internationaux.
Mais toutes ces recherches étaient intégrées à l'intérieur de son projet fondamental, l'articulation des diverses formes de la rationalité saisies dans leurs fondements, avec la foi chrétienne. Il étendit ainsi aux langages de la foi chrétienne le type d'analyse épistémologique qu'il appliquait aux sciences. Il mit ainsi en lumière aux moins deux caractéristiques fondamentales du langage de la foi. D'abord, ses modalités particulières de se référer à ce dont il parle : la foi relève essentiellement du langage symbolique, qui prend appui sur un sens premier, ordinaire, pour présentifier à partir de là un autre niveau de sens (inaccessible autrement); par exemple, un « repas » symbolisera « le Royaume de Dieu » en tant qu'invitation, rencontre et fête. Et même lorsque la foi se réfléchit rationnellement, dans le langage théologique, la dimension conceptuelle de la rationalité (de type philosophique) y est comme métamorphosée dans la foulée de la dynamique symbolique du langage théologique. La deuxième caractéristique soulignée par Ladrière est la dimension illocutoire du langage de la foi: il n'a pas le sens d'un constat, mais d'un engagement qui ratifie, et en ce sens contribue à rendre effectif ce dont il parle : « je crois en Dieu créateur » est ainsi un acte consistant à assumer personnellement l'expérience comme une participation à la dynamique d'avènement d'un monde qui serait don de Dieu offert à la créativité humaine. Cette analyse, longuement approfondie, permet de ne pas confondre la foi avec un discours constatif, comme peut l'être celui des sciences ou dans une certaine mesure de la philosophie; elle est avant tout un engagement qui prend position envers et dans la réalité à laquelle elle se rend présente.
De façon générale, aussi bien dans ses analyses de la science que dans ses interprétations de la foi, Ladrière a développé une forme particulière et argumentée, d'un thème qui traverse toute la philosophie du XXe siècle : la critique de la « métaphysique de la représentation ». Il s'agit de comprendre que le réel a du sens pour nous, non pas en tant que nous pouvons nous en faire une représentation, mais en tant qu'il se prête, aussi bien dans l'action que dans le langage, à une dynamique pratique d'effectuation. Ainsi, une opération mathématique ne représente rien, mais a du sens par le processus même de son effectuation ; de même, le langage spéculatif, et plus encore le langage de la foi, font sens en tant que, en portant l'expérience au discours, et au risque de l'interprétation, ils s'engagent en elle, et en effectuent le sens. Ils constituent donc, non un reflet ou une image, mais une sorte de participation active, de prise de position et d'engagement créatif à l'égard de la réalité à laquelle ils se réfèrent.
C'est en ce sens que Ladrière a montré que les différents langages que l'auto-invention de la rationalité a engendrés dans son histoire - mathématiques, logique, philosophie, sciences -, comme toutes les « institutions de la raison » telles que la démocratie ou l'art autonome, doivent se comprendre comme des modalités de la participation inventive de l'esprit à une créativité incessante qui est nommée, dans le langage philosophique, l'Être même. Le thème de la « création », comme advenir du réel à lui-même dans un événement incessant, est donc celui qui peut assurer « l'articulation du sens » dispersé entre les différentes rationalités, et la foi chrétienne.
Avec de plus en plus d'insistance, Ladrière a voulu montrer que la « logique » fondamentale de l'expérience, puisque celle-ci a le sens d'un processus événementiel de création, est celle d'une temporalité « eschatologique », ou la créativité répond à la sollicitation d'un horizon d'accomplissement - un "eschaton"  - qu'elle-même fait apparaître en le "réalisant" progressivement, mais qui la déborde toujours. Dès lors, la dynamique fondamentale de l'existence humaine est pour Ladrière de l'ordre de l'espérance. Espérance de la raison, espérance de la foi : ouverture risquée, inventive et confiante dans un mouvement qui appelle toujours plus loin, jusqu'à expérimenter la joie « dans le suspens infini de l'abîme ».

## Textes

### La règle de coupure
Les termes dont use Gentzen : « coupure » (Schnitt) et « fusion de séquences » (Mischung) n'expriment chacun qu'un des deux aspects de la dérivation effectuée.
Ces schémas peuvent être rapprochés d'un schéma de dérivation par syllogisme (par syllogisme hypothétique ex toto), à ceci près qu'ils ont pour prémisses des séquences et pas des assertions d'implications. Or, un syllogisme «total» n'effectue pas seulement un «retranchement», une «coupure». Dans la notation des systèmes L, un syllogisme total s'énoncerait:
La conclusion y retranche bien le moyen terme {\displaystyle M}, mais elle fait autre chose, elle relie en une implication les termes extrêmes {\displaystyle A} et {\displaystyle B}.
Le schéma de coupure qui équivaut au syllogisme total sera :
Lui aussi retranche «coupe» le moyen terme {\displaystyle M}; mais il relie en une séquence les deux termes extrêmes, qui seront ici les «suites» désignées par {\displaystyle \Gamma } et {\displaystyle \Delta }. (Recherches sur la déduction logique, 1955)

### Fondements de la connaissance
Dans les sciences formelles, l'entreprise fondationnelle prend une allure strictement formaliste: fonder, c'est axiomatiser et fournir une démonstration de non-contradiction pour le formalisme ainsi constitué. On sait les difficultés qui ont été rencontrées et qui ont obligé les logiciens à reconnaître qu'un programme fondationnel radical représente une tâche irréalisable. Il n'y a pas de système formel ultime capable de fonder tous les autres et de se fonder lui-même. Dans les sciences empirico-formelles, l'idée de fondation a été formulée de la manière la plus claire par l'école empiriste, sous la forme d'une réduction ultime de toutes les propositions de la science, y compris des propositions théoriques, à des propositions qui seraient censées exprimer un pur donné (...). Le point de vue empiriste strict et son programme réductionniste se heurtent à des obstacles de nature à la fois empirique et logique. Il y a un cercle méthodologique dans les sciences empirico-formelles. Il n'y a pas moyen d'en appeler à un donné ultime (...) Toutes les propositions, même les propositions observationnelles, ont un caractère théorique, toutes les propositions doivent être considérées comme ouvertes à l'égard de vérifications ultérieures. S'il n'y a pas de donné ultime, il n'y a pas non plus de fondation ultime. Enfin, en ce qui concerne les sciences herméneutiques, la question qui se pose est de savoir s'il y a un langage privilégié (...) Cette question s'est précisée sous la forme suivante: peut-on en définitive réduire le discours herméneutique soit à un discours de physique, soit à un discours de philosophie ? On a vu les difficultés qui surgissent dans l'une comme dans l'autre éventualité.
Ces remarques nous conduisent à l'idée d'un savoir qui serait critique sans être fondé. Il y a peut-être une illusion à se représenter l'idée de justification sous la forme d'un discours fondateur ultime, jouissant d'une apodicticité. Mais le problème de la justification subsiste. Nous devons aussi, par ailleurs, montrer ce qu'il en est de la fécondité des méthodes que nous employons. Après tout, la vraie justification d'une méthode, c'est sa fécondité. Mais comment définir celle-ci ? On pourrait dire qu'une méthode est féconde dans la mesure où elle est capable de nous donner à comprendre la réalité que nous interrogeons. Mais qu'est-ce que comprendre ? Il y a une pluralité de discours, de sciences et de métasciences, et cela indique qu'il y a peut-être une pluralité de modes de compréhension. Cependant, à travers tous les discours, théoriques et métathéoriques, comme à travers toutes les entreprises de fondation ou de justification, circule une même idée, à la fois unificatrice et révélatrice, qui est l'idée de vérité. Il y a un cercle de la vérité, qui fonde tous les autres (...). Mais ses présuppositions ne peuvent cependant pas être entièrement élucidées car il n'y a pour nous ni vérité accessible sous forme d'un donné pur, ni vérité toute faite sous forme d'une construction a priori. La vérité est toujours à faire; elle nous précède et s'annonce en même temps. Elle nous éclaire mais elle reste énigmatique (...). EN CONCLUSION, nous pourrions dire que cette évocation de la situation problématique et pluraliste de la science (...) est indicatrice d'une situation générale de la raison humaine, qui est elle-même une question ouverte à un déchiffrement. Nous sommes mesurés à la vérité mais nous ne réussissons pas à dire ce que compte son exigence. Nous sommes dans lpproche de la penséea clarté mais en même temps dans l'énigme. La raison porte en elle une norme, un vu imprescriptible d'unité et de transparence, mais elle ne semble pouvoir ni se totaliser ni s'expliciter pleinement.
Elle est assez lucide cependant pour reconnaître en elle cette limitation. La limite ne nous apparaît que sur le fond de l'illimité. C'est pourquoi nous devons la percevoir non pas comme un terme qui marquerait la fin d'un parcours, mais bien plutôt comme la trace d'une finitude qui porte en elle à la fois l'aveu de son impuissance et l'audace d'une espérance ouverte sur l'infini.
(Jean Ladrière, L'Articulation du sens, 1984, p. 49-50)

### Le concept d'événement
« Le concept qui pourrait se révéler éclairant, en l'occurrence, est celui d'événement (...) Qu'un fait ne soit qu'une exemplification particulière d'une régularité générale ou qu'il ait le caractère d'un surgissement historique, il signifie l'occurrence d'un nouvel état de choses, le passage d'une certaine figure du monde à une autre (...)
La notion d'événement tente de dire la facticité du fait. L'événement est l'occurrence, dans la trame des processus qui constituent le monde et son histoire, d'un nouvel état de choses. Il est à la fois transition et surgissement, enveloppant ainsi la continuité et la discontinuité, la similitude et la différence, la reprise et la nouveauté (...) Le véritable événement, c'est le surgissement toujours advenant du monde, cette sorte de pulsation instauratrice en et par laquelle le cosmos ne cesse de se produire et de s'acheminer vers ce qui, de lui, est toujours encore à se constituer (...)
La notion d'événement connote précisément un certain nombre de caractères qui affinent cette référence à la facticité. D'abord l'événement a un aspect d'unicité : ce qui arrive, au sens fort du terme, se singularise par son occurrence même. Cette unicité joue à deux points de vue. D'une part, même s'il y a des traits qui se reproduisent, et s'il y a de l'invariance, le monde, considéré dans toutes ses déterminations, prend à chaque instant une figure singulière, et en ce sens n'est jamais totalement égal à lui-même. Et d'autre part, son devenir est en quelque sorte d'un seul tenant. Ce qui se produit en chaque moment n'est que la réfraction dans l'instant d'un processus d'ensemble qui s'étend dans la durée et qui est précisément l'incessante venue au jour du cosmos (...) L'événement met en œuvre un principe de liaison : ce qui se produit, à un moment donné, s'appuie toujours sur ce qui est déjà réalisé, reprend pour ainsi dire dans son acte même les processus antérieurs, qui sont, à l'égard des nouvelles opérations, des conditions de possibilité. Et en même temps, ce qui se produit annonce ce qui pourra suivre, en ce sens que de nouvelles conditions sont posées, qu'une nouvelle base est établie pour la construction d'architectures plus complexes. En somme, l'événement effectue une transformation du champ des possibilités : en actualisant, à un moment donné, les possibilités objectives existant à ce moment, il fait apparaître une nouvelle distribution des possibilités objectives, en laquelle s'amorcent déjà des développements ultérieurs. »
(Jean Ladrière, Penser la Création, Communio 1976, p. 53-63)
J. Ladrière s'est tout particulièrement intéressé à la philosophie de l'événement d'Alfred North Whitehead.

## Œuvres
- Bibliographie de Jean Ladrière. Œuvres-articles-personalia, Bibliothèque philosophique de Louvain, éd. de l'ISP - Peeters, Louvain-la-Neuve - Louvain-Paris, 2005
- Une bibliographie complète jusqu'en 2015 (œuvres et littérature secondaire) est disponible sur le site du Fonds Ladrière de l'Institut supérieur de philosophie de l'UCLouvain: https://uclouvain.be/fr/instituts-recherche/isp/alpha/bibliographie-0.html
- Les limitations internes des formalismes. Étude sur la signification du théorème de Gödel et des théorèmes apparentés dans la théorie des fondements des mathématiques, ed.Nauwelaerts-Gauthier-Villars, Leuven-Paris, 1957; réed. éd. J. Gabay, coll "les grands classiques", Paris 1992
- La science, le monde et la foi, Casterman, Tournai, 1972
- Vie sociale et destinée, Duculot, Gembloux, 1973
- Les enjeux de la rationalité. Le défi de la science et de la technique aux cultures, Aubier-Unesco, Paris, 1977; rééd. augm. Montréal, éd. Liber, 2001
- L'articulation du sens : 3 tomes: 1. Discours scientifique et parole de la foi; 2. Les langages de la foi; 3. Sens et vérité en théologie, Cerf, Paris, 1970-1984-2004
- L'éthique dans l'univers de la rationalité, Artel-fides, Québec-Namur, 1997
- La foi chrétienne et le destin de la raison, Cerf, Paris, 2004
- Le temps du possible, Bibliothèque philosophique de Louvain, éd. de l'ISP - Peeters, Louvain-la-Neuve - Louvain-Paris, 2004
- L'espérance de la raison, Bibliothèque philosophique de Louvain, éd. de l'ISP - Peeters, Louvain-la-Neuve - Louvain-Paris, 2004
- L'existence, la raison et l'éthique. Tâches de la philosophie selon Jean Ladrière, M. Bataillé, J. Leclercq et N. Monseu, (eds), Presses universitaires de Louvain, Louvain-laNeuve, 2017

et de nombreux articles, préfaces, contributions et posfaces (cfr. plus haut, bibliographie de Jean Ladrière)
De nombreux ouvrages sont traduits en diverses langues (anglais, italien, portugais, espagnol, allemand...)
En collaboration
- A University of the Future (en collaboration avec Dieter Berstecher, Jacques Drèze, Gabriel Fragnière, Yves Guyot, Colette Hambye, Ignace Hecquet, Jean Jadot et Nicolas Rouche), Martinus Nijhoff, Springer, The Hague, 1974.
- Fondements d'une théorie de la justice: Essais critiques sur la philosophie politique de John Rawls (en collaboration avec Philippe Van Parijs), Louvain, 1984
- Trois essais sur l'éthique économique et sociale (2001, en collaboration avec Christian Arnsperger)

### Traductions
- Erwin Schrödinger, Science et humanisme: la physique de notre temps, traduction par Jean Ladrière, Paris, Desclée de Brouwer, 1954
- Gerhard Gentzen, Recherches sur la déduction logique (Untersuchungen über das logische Schliessen), traduction et commentaire par Robert Feys et Jean Ladrière, Paris, Presses universitaires de France, 1955